# Shōda Heigorō

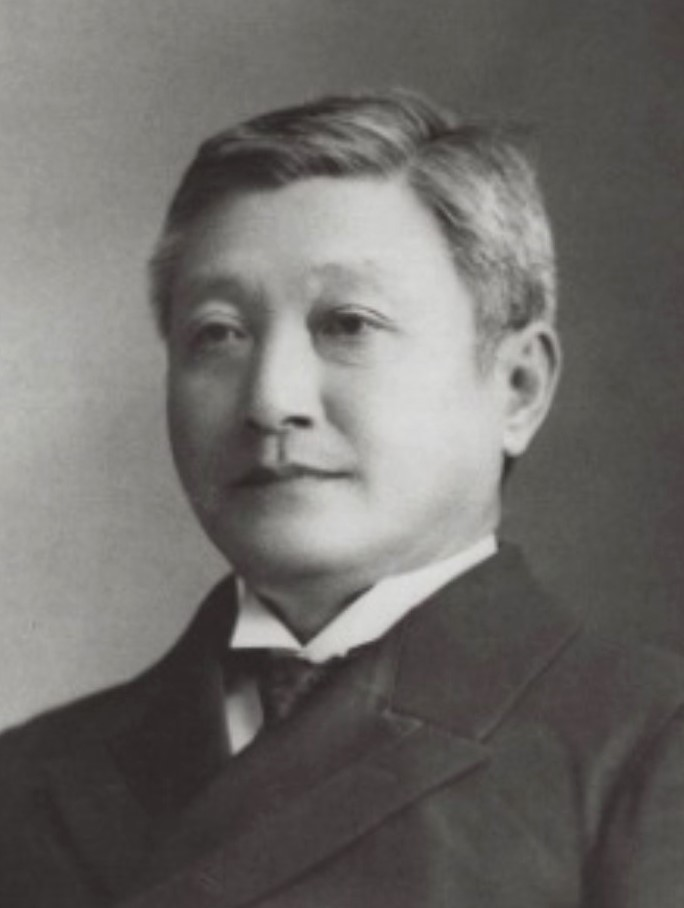
Shōda Heigorō

Shōda Heigorō (japanisch 荘田 平五郎; geboren 8. November 1847 in Usuki (Provinz Bungo); gestorben 30. April 1922) war ein japanischer Unternehmer und Manager des Mitsubishi-Firmenkonglomerats.

## Leben und Wirken
Shōda Heigorō  war der älteste Sohn von Shōda Masatarō (荘田 雅太郎), einem Samurai der Usuki-Domäne, und seiner Frau Setsu (セツ). Um die Zeit der Meiji-Restauration 1868 wurde er vom Klan nach Kagoshima und Edo geschickt, um Englisch zu lernen. 1870 trat er in die von Fukuzawa Yukichi gegründete Schule „Keiō Gijuku“ (慶應義塾), der Vorgängereinrichtung der Keiō-Universität, ein und qualifizierte sich nach einer Ausbildung von zwei Jahren als Lehrer. Er genoss Fukuzawas Vertrauen und wurde beauftragt eine Zweigschule in Osaka zu gründen.
Im Februar 1875 stellte Iwasaki Yatarō, Präsident der „Mitsubishi Steam Shipping Company“ (三菱蒸汽船会社), Shōda ein und machte ihn zum leitenden Angestellten. Bei der „Mitsubishi Company“ (三菱会社), im September in „Kisen Mitsubishi Company“ (郵便汽船三菱会社) umbenannt, übernahm er wichtige Aufgaben wie das Übersetzen, die Einführung der doppelten Buchführung und die Formulierung von Unternehmensregeln (Statuten). Die hohen Erwartungen des Präsidenten Iwasaki lassen sich daran ablesen, dass Shōda Iwasakis Nichte Haruta Tsuru (姪田 鶴) zur Frau erhielt. 1885 bildete er eine Ecke im Dreieck der Mitsubishi-Führungsspitze, als er als Head Office Manager einen Sprung nach vorne machte. Er kooperierte mit Fukuzawa und seinen Studenten, erhielt über ihn als eingeschworenem Freund Iwasakis Investitionsmittel und war an der Gründung und Verwaltung von „Tokio Marine Insurance“ (東京海上保険, Tōkyō kaijō hoken), „Meiji Life Insurance“ (明治生命保険, Meiji Seimei hoken) und „San’yō Railways“ (山陽鉄道, San’yō tetsudō) beteiligt.
Als Präsident Iwasaki 1918 starb, wurde sein jüngerer Bruder Iwasaki Yanosuke (岩崎 弥之助; 1851–1808) Nachfolger. Shōda übertrug das Schifffahrtsgeschäft von Mitsubishi an „Nippon Yūsen“ (日本郵船), sorgte für eine Ausrichtung in Unternehmen wie Kohlebergbau und Schiffbau, und unterstützte so den neuen Präsidenten. 1922 wurde der etwas ältere Kawada Koichirō (川田 小一郎; 1836–1896), der für die Mitsubishi-Zentrale verantwortlich war, zum Gouverneur der Bank of Japan ernannt, was wohl dazu führte, dass nach Yatarōs Tod Yanosuke und Shōda eng zusammenarbeiteten.
Als die „119. Nationalbank“ (第百十九国立銀行, Dai-Hyakujūkyū kokuritsu ginkō), die von einem Samurai der Usuki-Domäne gegründet worden war, in finanziellen Schwierigkeiten geriet, kam sie unter den Schirm der Mitsubishi-Bank. Shōda befürwortete die Expansion der Schiffbauindustrie, und als er erfuhr, dass die Stahlindustrie erfolglos war, leitete er als Direktor der Nagasaki-Werft deren Modernisierung. Als Yanosuke Iwasaki 1908 starb, zog er sich zwei Jahre später aus dem Spitzenmanagement zurück und verbrachte den Rest seines Lebens als leitender Angestellter bei einem mit Mitsubishi verbundenen Unternehmen.